# Videos de ovnis del Pentágono
Los videos de ovnis del Pentágono son una selección de grabaciones audiovisuales de pantallas de instrumentos de la cabina de aviones de combate de la Armada de los Estados Unidos con base en el portaviones USS Nimitz y USS Theodore Roosevelt de 2004, 2014 y 2015. Tres vídeos, granulados y en blanco y negro,

ampliamente caracterizados como documentando oficialmente los O.V.N.I., fueron tema de una extensa cobertura mediática en 2017. El Pentágono más tarde se refirió a los videos y los publicó oficialmente en 2020 (13 años después de que el primero de ellos se filtrase al público, en 2007).
La publicidad en torno a los videos dio lugar a varias explicaciones, incluyendo drones o una aeronave terrestre no identificada, lecturas de instrumentos anómalas o artefactuales, fenómenos de observación física (p. ej., paralaje), errores de observación e interpretación humanos, y, como es típico en el contexto de tales incidentes, especulaciones sobre aeronaves alienígenas.

## Contexto
El 14 de noviembre de 2004, el piloto de combate comandante David Fravor del grupo de combate del portaviones USS Nimitz investigó indicaciones de radar de un posible objetivo frente a la costa sur de California. Fravor contó que el operador le había dicho que antes del incidente, el buque misilístico USS Princeton parte del grupo de combate, había sido 'perseguido' por una aeronave inusual durante dos semanas. La aeronave aparecería a 80.000 pies (24.384 metros), para luego descender rápidamente hacia el mar y detenerse y quedar suspendida a los 20.000 pies (6.096 metros). Fravor informó ver un objeto blanco y oval suspendido sobre una perturbación oceánica. Estimó que el objeto tenía unos 40 pies de largo (12,19 metros). Una segunda oleada de aviones de combate, incluyendo el del lugarteniente comandante Chad Underwood, despegó del Nimitz para investigar. A diferencia del de Fravor, el avión de Underwood estaba equipado con un cámara infrarroja de avanzada (FLIR). Underwood grabó el video FLIR, y acuñó el término "tic-tac" para describir la imagen infrarroja, pero él no vio ningún objeto inusual.
Durante 2014 y 2015, pilotos de combate asociados con el grupo de combate del USS Theodore Roosevelt que operaban frente a la costa este de los Estados Unidos grabaron los videos GIMBAL y GOFAST mientras informaban sobre detecciones de objetos aéreos desconocidos en sus instrumentos, las que no pudieron identificar.

## Publicación de los videos
El 16 de diciembre de 2017, el New York Times informó sobre los incidentes y publicó tres videos, denominados “FLIR,” “GIMBAL,” y “GOFAST” a fin de mostrar el encuentro de aviones del USS Nimitz y el USS Theodore Roosevelt, CVN-71 con una aeronave con forma y velocidad inusuales. Los informes se convirtieron en tema de "febril especulación entre los ufólogos", cuyas interpretaciones han sido criticadas por el profesor de periodismo Keith Kloor como "una curiosa narrativa que parece guiarse por información sesgada y pobremente documentada." Según Kloor, "Se ha prestado poca atención a las explicaciones más probables y prosaicas. En vez de eso, la cobertura mayoritariamente ha adoptado un marco extraño y misterioso que juega con la etiqueta pegadiza de 'ovni' en los titulares."
Los videos, que presentan la información de la pantalla de la cabina e imágenes infrarrojas junto con el audio de comunicaciones entre los pilotos, inicialmente fueron proporcionados a la prensa por Luis Elizondo, el exjefe del Programa Avanzado de Identificación de Amenazas Aeroespaciales (The Advanced Aerospace Threat Identification Program AATIP), del Departamento de Defensa de los Estados Unidos. Elizondo había renunciado al Pentágono en octubre de 2017 como protesta contra el secretismo y la oposición a la investigación por parte del gobierno, declarando en una carta de renuncia al entonces secretario de Defensa James Mattis que no se tomaba seriamente el programa. Según la revista Wired, una copia de uno de los videos había estado en línea en un foro ufológico desde por lo menos el año 2007. En septiembre de 2019, un portavoz del Pentágono confirmó que los videos publicados eran de aviadores navales y que formaban parte "de un asunto mayor sobre un gran número de incursiones de fenómenos aéreos no identificados en campos de entrenamiento en años recientes." El 27 de abril de 2020 el Pentágono publicó formalmente los tres videos.
En febrero de 2020, la Armada de los Estados Unidos confirmó que, en respuesta a pedidos, se había proporcionado a miembros de Congreso informes de inteligencia presentados por oficiales de inteligencia naval.

## Explicaciones posibles
En 2020 el Departamento de Defensa describió los fenómenos aéreos grabados en los incidentes del Nimitz y del Roosevelt como "no identificados".
 La amplia atención de los medios de comunicación sobre estos incidentes incentivó teorías y especulaciones de individuos y grupos particulares sobre las explicaciones subyacentes, incluyendo aquellas centradas en temas seudocientíficos como la ufología. Sobre las explicaciones seudocientíficas, el escritor Matthew Gault declaró que estos acontecimientos "reflejan el mismo patrón que docenas de veces anteriores. Alguien ve algo extraño en el cielo... y el público se lanza a una conclusión ilógica."

Debido al paralaje, puede interpretarse que las diferencias percibidas al estar en movimiento se deben a mayores velocidades o a menores distancias. Esta animación, suponiendo que todos los objetos son estacionarios y que el observador se está moviendo, da la ilusión de una diferencia considerable en la distancia entre las tres escenas. Aun así, la animación solo muestra tres diferentes siluetas superpuestas que se mueven a velocidades diferentes.

Las explicaciones mundanas y no seudocientíficas incluyen un fallo o anomalía de instrumentos o software, una ilusión observacional humana (p. ej., paralaje) o un error de interpretación, o una aeronave corriente (p. ej., un avión de pasajeros) o un dispositivo aéreo (p. ej., globo meteorológico). El escritor de ciencia Mick West afirma que uno de los objetos reportados en estos incidentes es "más probablemente... un objeto relativamente lento, como un pájaro o un globo," y que "el avión que filma se está moviendo rápidamente, así que eso crea una ilusión de velocidad contra el océano."
West afirma que los vídeos pueden explicarse como la imagen de aviones comerciales o globos distantes cuya rotación aparente en realidad es el destello al rotar la cámara IR.
Siguiendo los informes de inteligencia del congreso y a fin de animar a los pilotos a dar cuenta de las perturbaciones que "han venido ocurriendo regularmente desde 2014," la Armada estadounidense anunció que había actualizado el protocolo con que los pilotos debían reportar formalmente observaciones aéreas sin explicación. Comentando estas directrices actualizadas, un portavoz del jefe de operaciones navales dijo: "con este mensaje se intenta proporcionar a la flota una guía actualizada sobre los procedimientos para reportar supuestas intrusiones en nuestro espacio aéreo." Con respecto a las nuevas directrices, el portavoz dijo que una posible explicación del aumento de reportes de intrusiones podría ser la mayor disponibilidad de sistemas aéreos no tripulados, como cuadricópteros.
El expresidente y actual miembro de rango del Comité de Inteligencia del Senado, Marco Rubio, declaró que lo que le causaba temor era que los ovnis de los videos fueran tecnología china o rusa.
El almirante retirado Gary Roughead, que comandó tanto la flota del Atlántico como la del Pacífico antes de servir como jefe de operaciones navales de 2007 a 2011, dijo en 2020 que en su época "la mayoría de las evaluaciones era poco concluyente" tal como lo que mostraron estos videos. En el contexto de una conferencia sobre la estrategia militar de China en el siglo XXI, Roughead comentó que el desarrollo de aeronaves autónomas no tripuladas capaces de ser utilizadas como un activo militar sumergible era una prioridad de EE. UU. y de otros países, como China y Rusia.

## En la cultura popular
- Los videos fueron presentados en 2019 en History Channel en la serie Unidentified: Inside America's UFO Investigation, presentado por Luis Elizondo quien trabajó en el Programa de identificación de amenazas aeroespaciales avanzadas ( Advanced Aerospace Threat Identification Program AATIP), de la Agencia de Inteligencia de Defensa (Defense Intelligence Agency DIA) y por Christopher Mellon exsubsecretario Adjunto de Defensa para Inteligencia de los Estados Unidos. Fue producido por To The Stars Academy.[11]
- El 19 de octubre de 2019, el episodio 1361 de The Joe Rogan Experience presentó los videos y entrevistando al comandante Fravor.[8]

## Videos de 2019
En abril de 2021, la portavoz del Pentágono Sue Gough confirmó que las imágenes públicamente disponibles de un objeto triangular no identificado en el cielo habían sido tomadas por personal de la Armada a bordo USS Russell en 2019. El escéptico Mick West sugirió que la imagen era el resultado de un efecto óptico llamado bokeh que puede hacer que las fuentes de luz parezcan triangulares o piramidales. El Pentágono también confirmó las fotos de objetos descritos como una "esfera", una "bellota" y un "dirigible metálico".
Al mes siguiente, Gough confirmó que personal de la Armada había grabado un segundo video que había examinado la Fuerza de Tareas UAP. Este video, según se dice filmado a bordo el USS Omaha el 15 de julio de 2019, parece mostrar un objeto no identificado que se introduce en el agua.Mick West, de nuevo, señaló que pudo tratarse de aeronaves militares.